# Еріхем
Еріхем (нід. Erichem) — село в нідерландській провінції Гелдерланд. Входить до муніципалітету Бюрен. Уперше згадується у письмових джералах 850 року під назвою Ермкіна (нід. Ermkina).
2017 року на розміщеній у селі тваринницькій фермі виникла пожежа, жертвами якої стали близько 20 тисяч свиней. Інцидент спричинив протести проти вирощування тварин на таких великих фермах з боку організацій із захисту прав тварин.

## Галерея

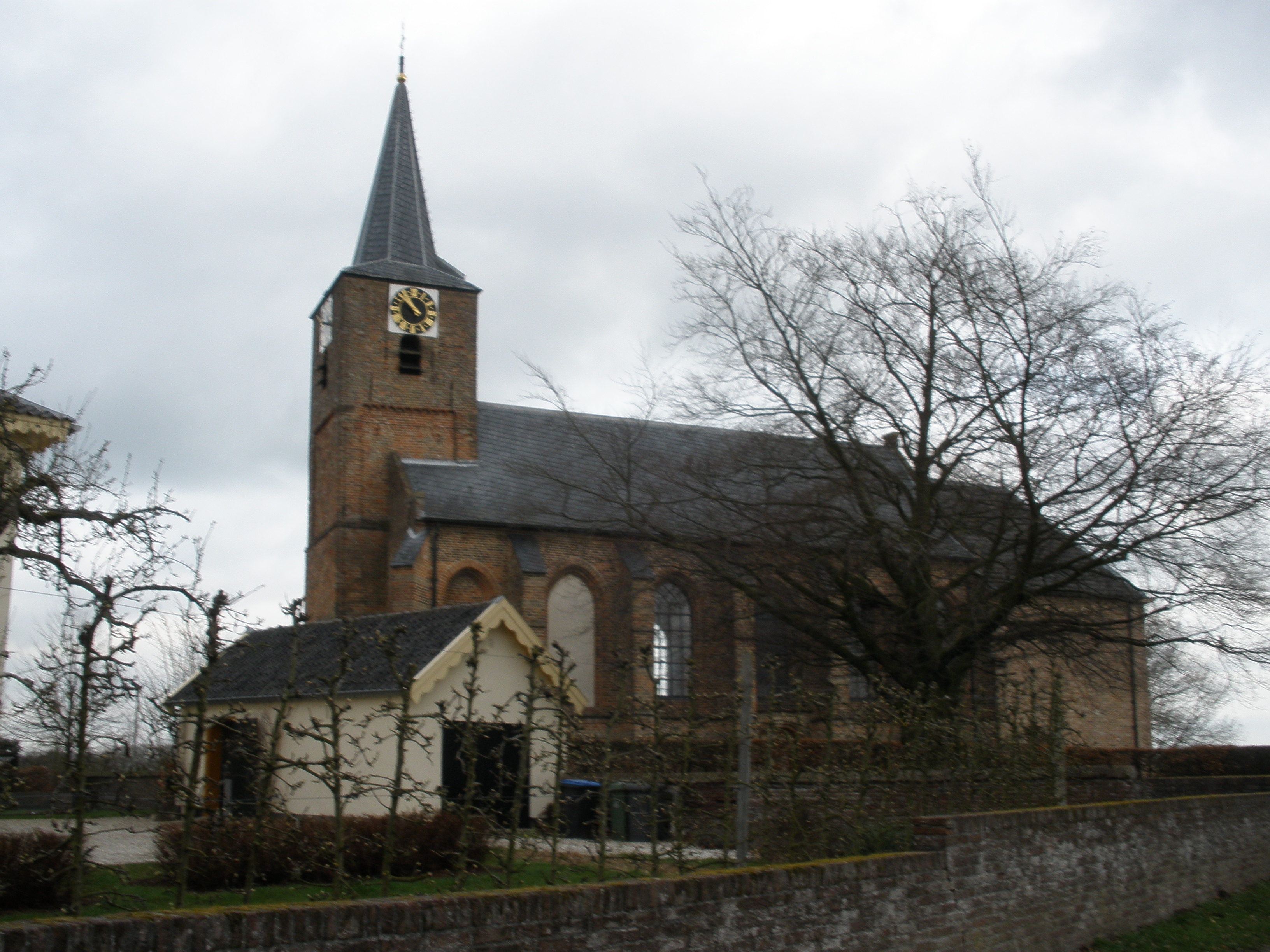
Церква св. Йоріса
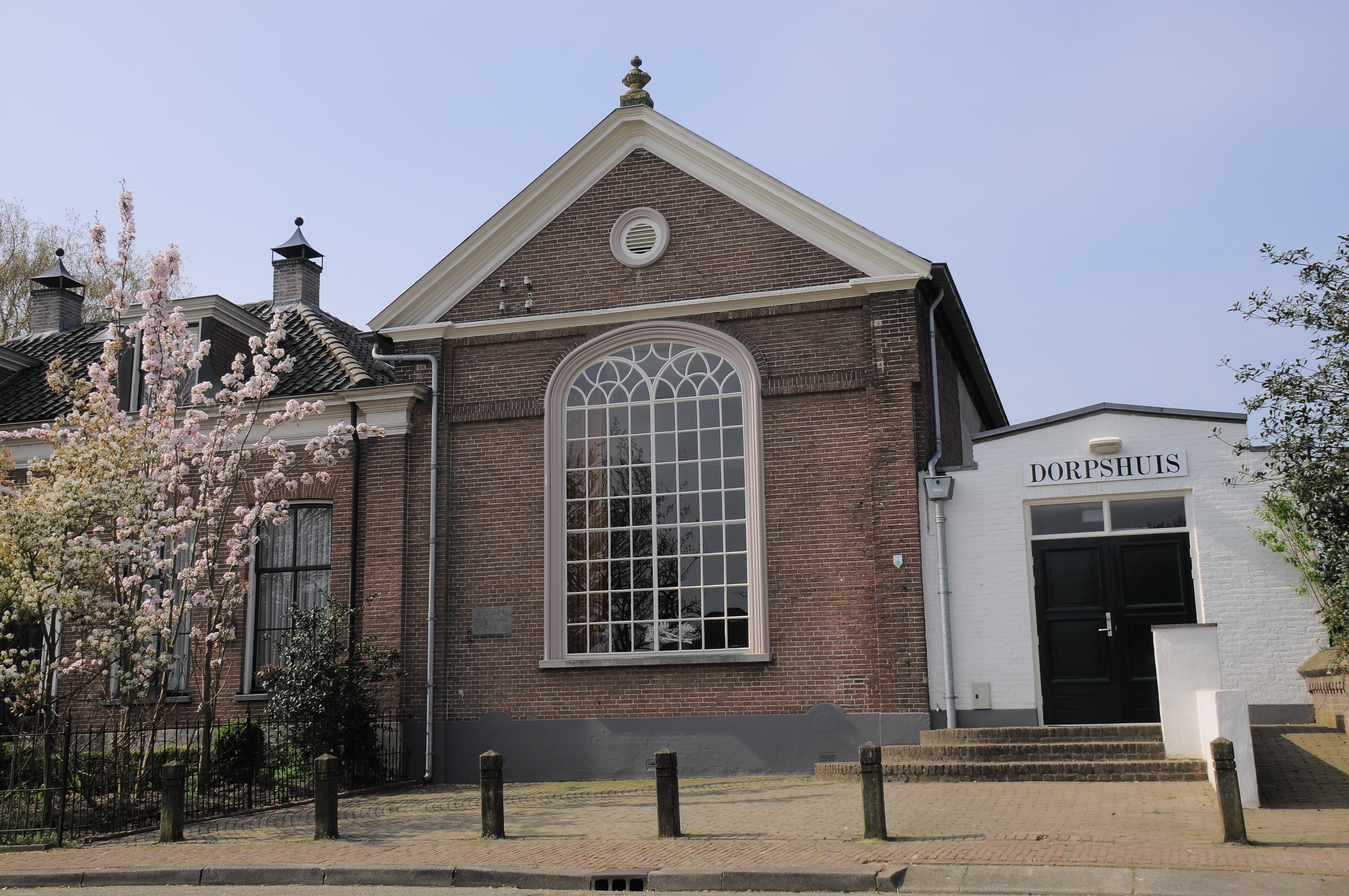
Сільський будинок
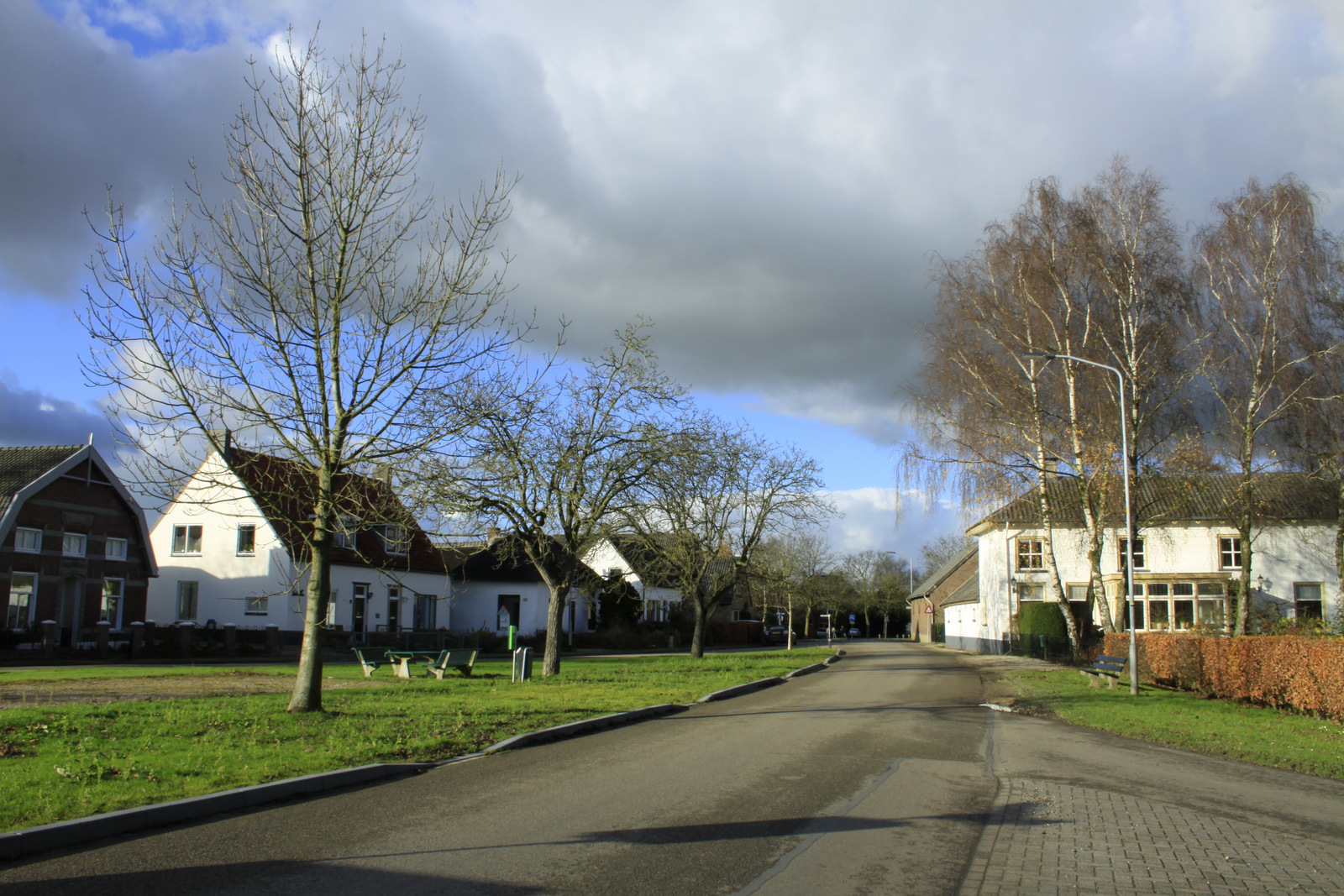
Вулична панорама
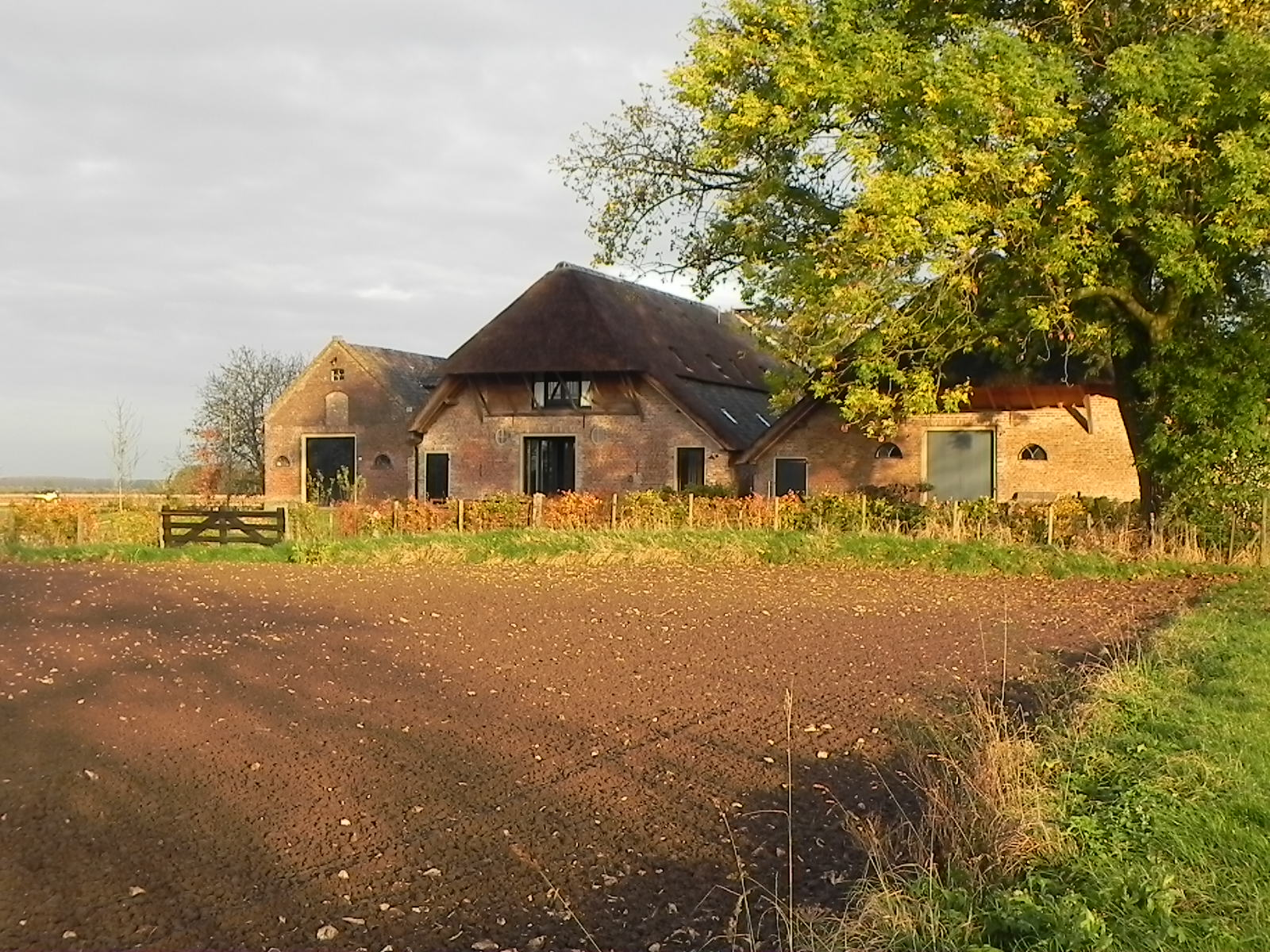
Ферма